# Konstnärens mor Ane Hedvig Brøndum i det röda rummet
Konstnärens mor Ane Hedvig Brøndum i det röda rummet (danska: Kunstnerens mor Ane Hedvig Brøndum i den røde stue) är en oljemålning av den danska konstnären Anna Ancher från 1909. Den är signerad och daterad "A. Ancher 1909" och ingår sedan 2011 i samlingarna på Statens Museum for Kunst i Köpenhamn.
Anna Ancher utförde ett stort antal målningar av sin mor, Anna Hedvig (Ane) Brøndum (1826–1916), som var gift med gästgivaren Erik Andersen Brøndum (1820–1890). Tillsammans med sonen Degn Brøndum skötte hon Brøndums Hotel från makens död och fram till 70-årsåldern. Porträttet är gjort i det röda rummet i hotellet. I bakgrunden syns det blå rummet där hon bodde vid tiden för denna avporträttering. Flera av Anna Anchers porträtt av Ane Brøndum har dessa rum som inramning. 

## Proveniens
Målningen har köpts på auktioner i Danmark 1991, 2008 och 2011. Vid det senare tillfället förvärvades den av Ny Carlsbergfondet som donerade den till Statens Museum for Kunst. Målningen benämndes Interiør med fru Brøndum siddende i den blå stue och Fru Brøndum i den blå stue av Bruun Rasmussen Kunstauktioner vid försäljningen 2008 respektive 2011. 

## Bilder

Ane Hedvig Brøndum, 1880
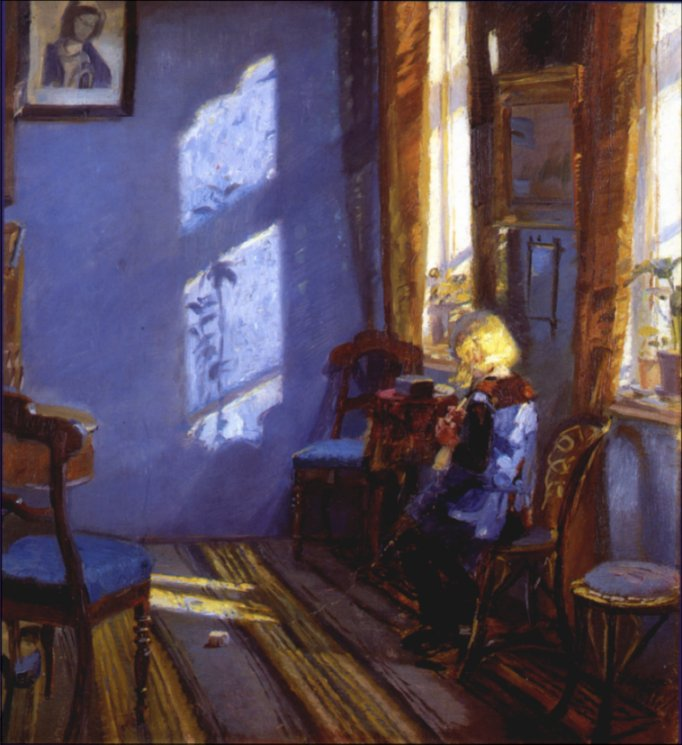
Solsken i det blå rummet, 1891
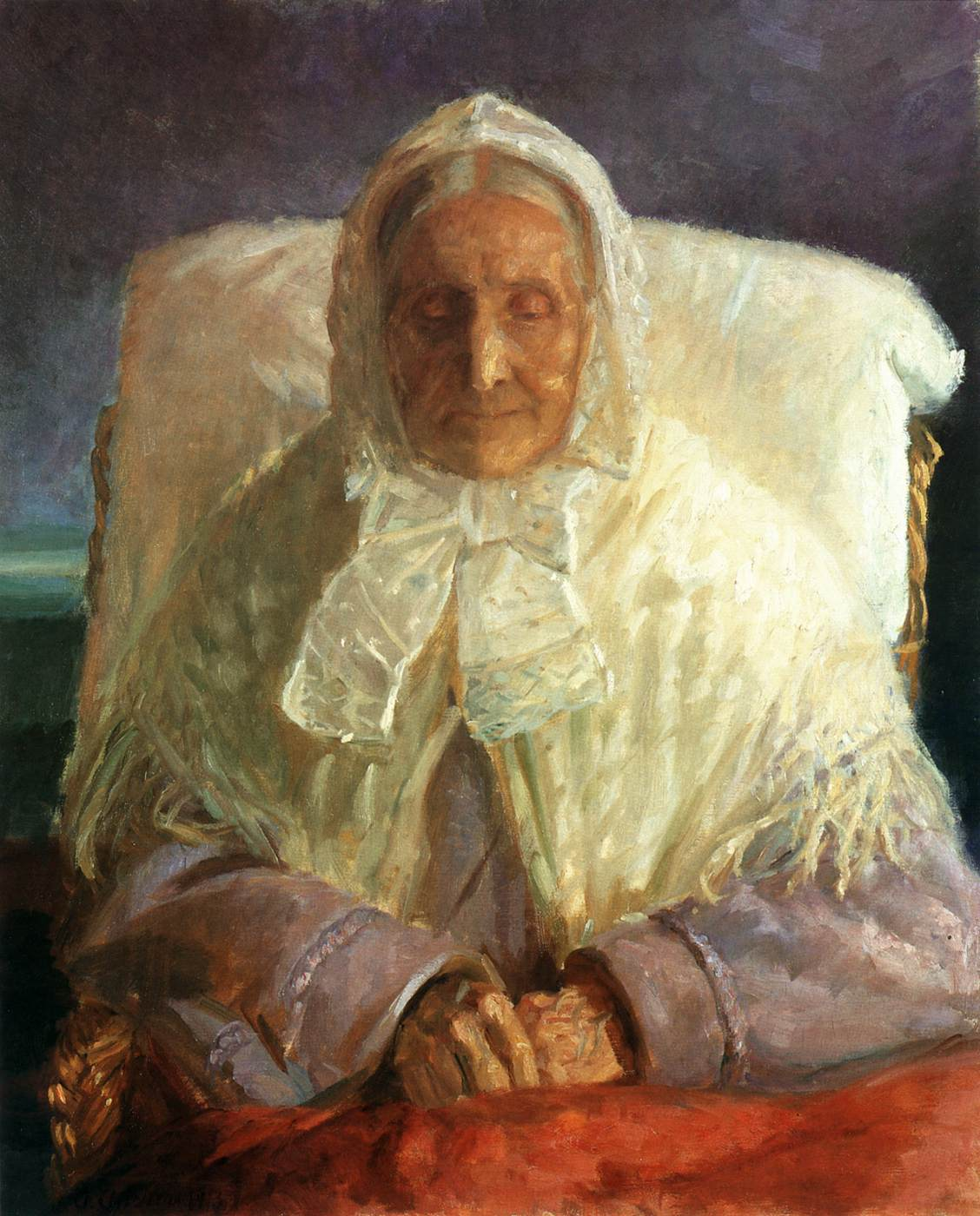
Fru Ane Brøndum i den blå stue, 1913